# Stoke (Torridge)
Stoke – wieś w Anglii, w Devon. Stoke jest wspomniana w Domesday Book (1086) jako Nistenestoch.